# Earth Song
"Earth Song" é o terceiro single do álbum HIStory, do cantor norte-americano Michael Jackson. O single foi lançado em 1995 e da continuidade ao trabalho de Michael de lançar canções com mensagens sociais como "We are the World", "Man in the Mirror" e "Heal the World". Em "Earth Song" no entanto foi a primeira vez que Jackson tratou abertamente com o meio-ambiente e o bem estar dos animais. Só no Reino Unido o single vendeu mais de 1,5 milhão de cópias.

## Música
"Earth Song" foi escrita por Jackson em 1989, com o nome de "What About Us", mas ela acabou ficando fora do álbum Dangerous. O coral gospel de Andrae Crouch foi convidado para fazer o backvocal da canção. Eles já tinham trabalhado com Jackson em canções anteriores como "Man in the Mirror" e "Will You Be There". A intenção de Michael era criar uma canção de lirismo profundo e melodia simples para que pessoas do mundo todo pudessem cantar junto. A canção tem um clima de música clássica, tipo de música que apareceu mais no álbum em que foi lançada. Na faixa, Jackson alerta a consciência social, avisando que estamos indo longe demais com nossas atitudes para com o planeta Terra. A canção foi indicada a um Grammy em 1997.

## Reconhecimento ambiental
Jackson recebeu um Prêmio Gênesis por Earth Song e a canção foi usada em um comercial de TV que alertava para os riscos ambientais. Em 2008, um escritor do Nigéria Exchange observou: Earth Song chamou a atenção do mundo para a degradação e abastardamento da terra como uma queda de várias atividades humanas."[carece de fontes?]

## Performances ao vivo
Michael performou Earth Song pela primeira vez em 1996 num show especial para o príncipe de Brunei, cantando o final em acapella. Ele voltou a se apresentar com a música no World Music Awards de 1996 onde ganhou seis prêmios na mesma noite. A canção entrou no setlist de sua HIStory World Tour, que ao final da performance vários soldados invadiam o palco em tanques de guerra e ameaçavam as pessoas, mas depois se arrependiam passando uma mensagem de paz. Uma das performances mais polêmicas foi no Brit Awards de 1996, onde na ocasião, o músico Jarvis Cocker invadiu o palco no meio da apresentação e fez gestos obscenos. Algum tempo depois, Jarvis se declarou arrependido e explicou seu ato dizendo que não concordava em ver Michael Jackson ser recebido como um deus em todo lugar que ia.[carece de fontes?]

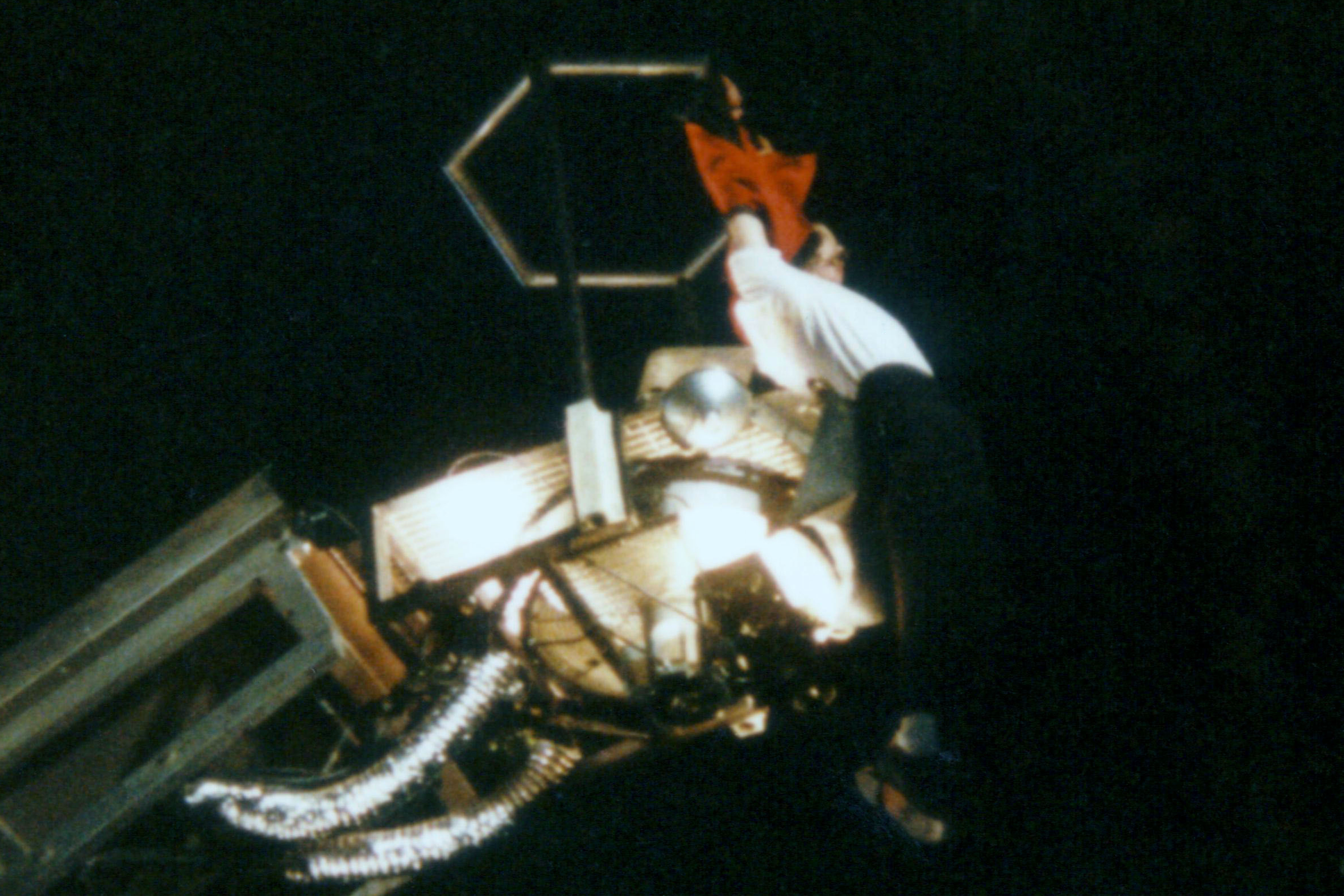
Jackson apresentando Earth Song, dia 20 de junho de 1997 em Lausana na HIStory World Tour.

## Videoclipe
O video foi dirigido pelo fotógrafo Nick Brandt, e contava com vários efeitos especiais. O videoclipe se passa em 4 lugares diferentes do Planeta: Na Floresta Amazônica, com nativos da região (América), em uma zona de guerra na Croácia (Europa), com os moradores da área, na Tanzânia, que incorporou as cenas da caça ilegal de elefantes com suas presas de marfim arrancadas (África). E em Warwick, Nova Iorque, onde um incêndio florestal foi simulado em um campo de milho (onde Jackson aparece). O clipe termina com um pedido de doações para a Fundação Heal The World. Um dos mais belos videoclipes da carreira do Rei do Pop, Earth Song foi transmitido mundialmente exceto para os Estados Unidos. Foi considerado o melhor clipe de Michael, segundo o Top 40 especial Michael Jackson MTV.

## This Is It
Michael estava planejando apresentar Earth Song em sua série de shows em Londres também. No documentário "Michael Jackson's This Is It", o qual conta com as imagens dos ensaios para tal turnê, podemos vê-lo ensaiando Earth Song. Enquanto Michael apresentasse essa música, o público poderia ver um vídeo em 3D foi gravado especialmente para a turnê. Tal video foi mostrado integralmente ao publico no Grammy Awards de 2010 enquanto Jennifer Hudson, Carrie Underwood, Smokey Robinson, Celine Dion e Usher cantavam a música. Nessa ocasião Jackson ganhou um prêmio Grammy póstumo, pelo "conjunto de sua obra", que foi entregue aos filhos do Rei do Pop.

## Desempenho nas paradas musicais
| Parada musical (1995)                                | Posição máxima |
| ---------------------------------------------------- | -------------- |
| Austrália - ARIA Charts                              | 15             |
| Áustria - Austrian Singles Chart                     | 2              |
| Bélgica - Belgian (Flanders) Singles Chart           | 4              |
| Bélgica - Belgian (Wallonia) Singles Chart           | 2              |
| Países Baixos - Dutch Singles Chart                  | 3              |
| União Europeia - Eurochart Hot 100 Singles           | 1              |
| Finlândia - Finnish Singles Chart                    | 8              |
| França - French Singles Chart                        | 2              |
| Itália - Italian Singles Chart                       | 15             |
| Nova Zelândia - New Zealand RIANZ Singles Chart      | 4              |
| Noruega - Norwegian Singles Chart                    | 4              |
| Espanha - Spanish Singles Chart                      | 1              |
| Suécia - Swedish Singles Chart                       | 4              |
| Suíça - Swiss Singles Chart                          | 1              |
| Reino Unido - UK Singles Chart                       | 1              |
| Estados Unidos - Billboard Hot Dance Music/Club Play | 32             |
| Parada musical (2009)                                | Posição máxima |
| Dinamarca - Danish Singles Chart                     | 32             |
| França - French Digital Singles Chart                | 20             |
| Suécia - Swedish Singles Chart                       | 44             |
| Suíça - Swiss Singles Chart                          | 4              |
| Reino Unido - UK Singles Chart                       | 33             |